# Arduinna
Arduinna var en keltisk gudinna, känd som Ardennernas skyddsgudinna, avbildad som en jägarinna ridande på ett vildsvin och identifierad med gudinnan Diana. 